# Diacyclops longifurcus
Diacyclops longifurcus – gatunek widłonoga z rodziny Cyclopidae. Opisali go w 1963 roku chińscy zoolodzy Shen Jiarui i Song Daxiang, nadając mu nazwę Acanthocyclops longifurcus.